# Vladimir Makeï
Vladimir Vladimirovitch Makeï (en russe Владимир Владимирович Маке́й ; en biélorusse Уладзімір Уладзіміравіч Макей, Ouladzimir Ouladzimiravitch Makeï), né le 5 août 1958 à Niekrachevitchi (be) (Union soviétique) et mort le 26 novembre 2022 à Minsk (Biélorussie), est un diplomate et homme politique biélorusse, ministre des Affaires étrangères de son pays de 2012 à 2022. 

## Biographie

### Famille et études
Vladimir Makeï est issu d'une famille paysanne. Après des études à l'Institut pédagogique d'Etat de Minsk pour les langues étrangères, il sert à partir de 1980 dans l'Armée soviétique, au sein de la GRU, le service de renseignement militaire. Il gravit les échelons, passant du grade de sous-lieutenant à son entrée, jusqu'à celui de colonel en 1991. Il intègre par la suite les Forces armées biélorusses après la dislocation de l'URSS. Il quitte l'armée en 1993 et fréquente en auditeur libre l'Académie diplomatique autrichienne. Il parle allemand et anglais. Il est marié et père de trois enfants.

### Carrière politique
Il fait sa carrière dans les traces d'Alexandre Loukachenko, dont il est décrit comme un proche. Il est nommé chef du cabinet de la présidence en 2008, jusqu'en 2012, date à laquelle il devient ministre des Affaires étrangères, poste qu'il occupe jusqu'à son décès. Selon Le Monde, « C'est le seul homme politique de haut rang à avoir survécu à la purge menée par Alexandre Loukachenko, en 2020, après sa réélection contestée, qui avait déclenché des manifestations historiques, brutalement réprimées ».
Quelques semaines avant l'invasion de l'Ukraine par la Russie en 2022, il participe à la campagne de désinformation autour des manœuvres militaires russes, affirmant que « pas un seul » soldat russe ne resterait en Biélorussie après les « exercices militaires » sur son territoire. En septembre 2022, alors que la Biélorussie offre son soutien territorial aux opérations russes, il déclare au pupitre des Nations Unies que « L'Occident (…) devrait assumer pleinement la responsabilité de l'effusion de sang en cours en Ukraine » après avoir « rendu ce conflit inévitable ».

### Décès
Vladimir Makeï meurt d'une « soudaine crise cardiaque » le 26 novembre 2022,. Son décès survient deux jours avant une rencontre prévue entre lui et Sergueï Lavrov dans un contexte toujours marqué par l'invasion de l'Ukraine par la Russie.
À son décès, le ministère des Affaires étrangères russe affirme « pleurer profondément la mort prématurée » d'un homme d'Etat jugé « exceptionnel », qualifié de « vrai patriote » et « véritable ami » de la Russie. À l'inverse, Svetlana Tikhanovskaïa, cheffe de l'opposition biélorusse en exil, déclare : « En 2020, Vladimir Makeï a trahi le peuple biélorusse et soutenu la tyrannie. C’est ainsi que les Biélorusses se souviendront de lui ». Franak Viatchorka, proche de Svetlana Tikhanovskaïa, tire quant à lui le bilan suivant : « Vladimir Makeï a passé de nombreuses années à blanchir Loukachenko en Occident et à dissimuler ses crimes. Il est considéré comme l'auteur de la stratégie de la bascule géopolitique, qui consiste à équilibrer les relations entre l'Occident et la Russie. C'est sans aucun doute une perte pour Loukachenko. Mais il n’avait jamais été proche des Biélorusses ».